# هرسشو بند (آیداهو)
هرسشو بند(به انگلیسی: Horseshoe Bend) شهری در شهرستان بویس ایالت آیداهو است که جمعیت آن در سرشماری سال ۲۰۱۰ میلادی ۷۰۷ نفر بوده است.